# Francolinus ahantensis
Francolinus ahantensis là một loài chim trong họ Phasianidae.